# Бибрас Натхо
Бибрас Натхо (хебр. ביברס נאתכו, енгл. Bibras Natkho; Кфар Кама, 18. фебруар 1988) израелски професионални фудбалер. Тренутно наступа за Партизан. Централни је везни фудбалер клуба и доскорашњи капитен репрезентације Израела.
Поред израелског, поседује и српско држављанство.

## Биографија
Натхо је рођен у Кфар Ками, у доњој Галилеји, Израел, у черкеско-израелској породици. Његова мајка је Бибарс Нурхан, отац Акрам Натхо служио је у граничној полицији Израела, преминуо је од срчаног удара 2008. године. Његова рођака, черкеско-израелска кошаркашица Нили Натхо, погинула је 2004. године у саобраћајној несрећи на северу Израела. Њихов деда се преселио из Турске у тадашњи Британски мандат над Палестином (сада Израел). Бибрас Натхо је даљи рођак совјетског и руског фудбалера и тренера Адама Черимовича Натха и његовог сина Амира Натха, везисте који је 2014-2015. припадао Барселони и био Бибрасов саиграч у ПФК ЦСКА Москва од 31. августа 2015. до 20. јуна 2016. године.
Бибрас Натхо се оженио Израелком Талиом Ахмоз (Talia Achmoz) у јуну 2011.; 9. јуна 2012. године постао је отац, добио је сина по имену Акрам - (носи име по Натховом покојном оцу), 9. септембра 2014. године брачном пару Наткхо рођен је други син Аинал (Еинал). Бибрас и Талиа су 25. априла 2017. добили трећег сина, Ариан.
Дана 19. августа 2019. Натхо је потписао трогодишњи уговор са српским клубом ФК Партизан и изабрао дрес са бројем 6. Од тада са породицом живи у Београду.
Натхо је 12. фебруара 2022. постао тек четврти страни играч у историји ФК Партизан који је забележио 100. званичну утакмицу.
Од 8. јула 2022. године Бибрас Натхо је стекао српско држављанство и нема статус странца.

## Клупска каријера

### Хапоел Тел Авив
Натхо се придружио омладинском тиму Хапоел Тел Авива заједно са Бен Сахаром, напредујући кроз ранг до првог тима на почетку сезоне 2006–07, освојивши Куп државе током те сезоне. Током година, Натхо је постао важан играч у Хапоелу и омладинским репрезентацијама Израела. Натхо је дебитовао у лиги ушавши као замена против Макабија Нетање 18. новембра 2006. Први професионални гол Натха био је против Широког Бријега током 2. утакмице другог кола квалификација Куп УЕФА 2007/08. на стадиону Блумфилд у Тел Авиву. Након доласка тренера Елија Гутмана током сезоне 2007–08, Натхо је постао главни део тима, постигавши свој први лигашки гол против Макабија Петах Тикве 9. фебруара 2008. Натхо је направио неколико импресивних наступа на почетку УЕФА Лига Европе 2009/10., помажући Хапоелу да заврши на врху Групе Ц, окончавши европску кампању нерешеним резултатом 0–0 током кишне вечери и изгубивши 0–3 у гостима на Централном стадиону у Казању.

### Рубин Казањ
Након што је у осмини финала Лиге Европе 2009/10. изгубио укупним резултатом 3–0, Натхо је 8. марта 2010. прешао у Рубин Казањ, потписавши четворогодишњи уговор са овим руским клубом.
Натхо је тада постигао свој први гол за клуб, 17. априла 2010, у победи од 1–0 над Амкаром из Перма. Његов други гол постигао је у победи над Ростовом из Ростова на Дону резултатом 2–1 16. октобра 2010. Међутим, повреде су ограничиле његово време за игру, пошто је имао четрнаест наступа и постигао два гола.
Натхо је добро почео сезону 2011–12. у свим такмичењима, постигавши свој први гол 27. маја 2011, у победи од 4–1 над Томом из Томска. Његов други гол у сезони постигао је 14. јуна 2011. у победи над Динамом из Москве резултатом 3–0. Као резултат његовог наступа, Натхо је именован за тим недеље 13. кола. На другом месту, Натхо је постигао два гола у квалификацијама за Лигу шампиона против Динама из Кијева и Лиона, који је елиминисао Казањ из такмичења, иначе клуб би играо у Лиги Европе. Затим у кампањи Лиге Европе, Натхо је постигао два гола у шест мечева у групној фази Лиге Европе против Тотенхема и Шамрок Роверса. Допринос у игри Натха је похваљен због његове улоге током сезоне јер је битно помогао клубу да освоји Куп Русије након што је одиграо важну улогу у асистенцији у победничком голу, у победи од 1–0 над Динамом из Москве. Натхо је уписао 56 наступа и постигао четрнаест голова у свим такмичењима. Такође на крају године, Натхо је изабран од стране навијача клуба за најбољег играча тима у 2011. години (био је испред нападача Гекдениза Карадениза и дефанзивца Салватореа Бокетија).
На почетку сезоне 2012–13, Натхо је континуирано направио добар старт за клуб када је постигао шест голова у првих шест мечева против Краснодара, два пута против Аланије Владикавказ, Динама Москве, Спартак Москве и Зенит Санкт Петербурга. Убрзо након тога, Натхо је почео преговоре о новом трогодишњем уговору са клубом који би га задржао до 2016. године. Међутим, преговори су поново промењени у једногодишњи уговор месец дана касније. Упркос преговорима о уговору, Натхо је постигао свој шести гол у сезони, 11. новембра 2012, у победи од 2–0 над ФК Крила Совјетов из града Самаре. Касније ће се открити да је одлагање Натховог новог уговора било због будућности менаџера Курбана Бекиевича Бердијева. У четвртфиналу Лиге Европе, Натхо је постигао два гола (оба из пенала) у обе утакмице, пошто је Рубин из Казања изгубио укупним резултатом 5–4 од Челсија. Натхо је додао још два гола касније у сезони против Локомотиве Москве и Краснодара. На крају сезоне 2012–13, Натхо није само проглашен од стране Sports.ru за једног од најбољих играча у руској лиги, већ је уврштен и у тим године. Међутим, Натхов агент је открио да Натхо тек треба да постигне договор око новог уговора.
У сезони 2013–14, Натхо је почео своју сезону када је постигао гол у другом колу прве утакмице Лиге Европе, у победи од 3–2 над Јагодином. Рубин Казањ је победио у реваншу и прошао у групну фазу. С обзиром на његову неизвесност у своју будућност, пошто му је уговор са клубом истицао за шест месеци, најављено је да ће Натхо остати у клубу преосталих месеци до јануара. У Лиги Европе, Натхо је играо виталну улогу у асистенцијалним головима у квалификационој рунди и групној фази. Постигао је три гола у шест мечева групне фазе, против Зулте Варегема и Марибора. На крају групне фазе Лиге Европе, УЕФА је уврстила Натха у тим групне фазе. Натхо је постигао првенствени гол 2. децембра 2013. у победи над Амкаром из Перма резултатом 3–0.
Натхо је изабран у тим сезоне Лиге Европе у сезони 2013–14. У коментарима на његово укључивање, УЕФА је рекла: „Вероватно Рубинов најбољи играч у последње три године, израелски интернационалац доминира средином, пружајући асистенције и сјајне сетове“.
У зимској паузи сезоне најављено је да ће Натхо напустити клуб по истеку уговора. Натхо је као разлог свог одласка навео одлазак менаџера Бердијева. Након што је напустио клуб, Натхо је наговестио ће играти у Бундеслиги јер то одговара његовом стилу игре. Натхо је потом одбио новији уговор са Рубином из Казана упркос томе што му је повећао плату. Током своје каријере у Рубину из Казања, понекад су га називали 'најбољим странцем' у руској лиги; имао је 104 наступа и постигао 21 погодак.

### ПАОК
Натхо је 28. јануара 2014. стигао у Солун, у Грчкој, да разговара о могућем уговору са ПАОК-ом. Пошто му је истекао уговор са Рубином из Казања и спонзорство, могао је да пређе у ФК ПАОК уз бесплатан трансфер. Следећег дана Натхо се придружио клубу, потписавши шестомесечни уговор.
Његов први гол за клуб био је 5. фебруара 2014, у победи од 5–0 против Крита (OFI Crete Football Club; Όμιλος Φιλάθλων Ηρακλείου); проглашен је за најбољег играча тима у марту 2014. након чега је уследио и допринос у победи од 2–0 над Атромитосом 6. априла 2014. године. Натхо је помогао клубу да дође до финала Купа Грчке, али је током меча добио жути картон, због чега је пропустио финални меч.
На крају сезоне је објављено да је Натхо пуштен од стране клуба након истека његовог уговора.

### ЦСКА Москва
После шест месеци у Грчкој, Натхо се вратио у Русију, где се придружио московском ЦСКА са четворогодишњим уговором.
Натхо је постигао свој први гол за клуб, против свог бившег клуба, у поразу од 2–1 18. августа 2014. године. После меча, Натхо је изразио извињење присталицама Рубина из Казана. Натхо је затим постигао хет-трик 31. августа 2014, у победи над Ростовом резултатом 6–0. 21. октобра 2014. Натхо је постигао свој први гол у Лиги шампиона за ЦСКА из Москве пеналом у 86. минуту против Манчестер ситија. Пет дана касније, Натхо је допринео резултату, пошто је ЦСКА из Москве ремизирао 3–3 против Урала из Јекатеринбурга.
Натхо је пружио две асистенције у победи над Манчестер Ситијем резултатом 2–1 у утакмици групне фазе Лиге шампиона.
На крају сезоне 2014–15, Натхо је постигао 12 голова, дао 8 асистенција и био је уврштен у „тим сезоне“. Сезону је завршио као најбољи стрелац ЦСКА. Био је један од извођача једанаестераца ЦСКА, већину голова давао је са беле тачке, имао је висок учинак - 90%. Постигао 9 од 10 пенала за ЦСКА. 12. маја 2017. постао је најбољи извођач пенала у историји Армије, претекавши Дмитрија Хомуху.
На утакмици против Динама из Москве 5. октобра 2015. доживео је лакши потрес мозга и крварио. Упркос томе, инсистирао је да настави да игра (менаџер га је заменио упркос његовим захтевима).
Напустио је ЦСКА по истеку уговора 2. јуна 2018. године.

### Олимпијакос
После четири године у Русији, Натхо се вратио у Грчку, где је прешао у Олимпијакос на двогодишњи уговор. У саставу грчког клуба одиграо је 21 утакмицу и постигао 1 гол. Годину дана касније раскинуо је уговор са клубом.

### Партизан
Дана 19. августа 2019. Натхо је потписао трогодишњи уговор са српским клубом Партизаном и изабрао дрес са бројем 6. У Партизану је дебитовао три дана касније, као замена у 73. минуту у утакмици плеј-офа УЕФА Лига Европе 2019/20. против ФК Молде из Молдеа. Његови први голови постигнути су 19. септембара 2019. године када их је постигао у мечу ремију 2–2 код куће са АЗ Алкмаром из Алкмара у првом мечу групне фазе Лиге Европе.
Натхо је постигао свој први гол у београдском дербију 10. јуна 2020. у победи у полуфиналу Купа Србије резултатом 1–0. Прву сезону у Партизану завршио је са 32 наступа, 11 голова и 9 асистенција, у три такмичења.
Дана 12. фебруара 2022., у победи од 0–2 над Радничким у Нишу, Натхо је забележио 100. званичну утакмицу.

## Репрезентативна каријера
Током своје каријере, Натхо је играо за скоро све израелске репрезентације заједно са својим колегом, Берамом Кајалом. Представљао је репрезентацију Израела на Меморијалном турниру Валери Лобановски 2007. који је био победнички за њега и који се одиграо на Стадиону Динама из Кијева названом по Валерију Лобановском. Као бивши капитен фудбалске репрезентације Израела до 19 година, Натхо је позван на пријатељску утакмицу сениорских тимова која је одржана 12. августа 2009. против Северне Ирске заједно са клупским колегом Авихаијем Јадином, али није одиграо утакмицу. Натхо је први пут наступио за национални тим Изреала у пријатељској утакмици против Румуније 3. марта 2010, када је ушао као замена за свог бившег саиграча Гила Вермута. Постигао је свој први међународни гол против Азербејџана, 7. септембра 2012.

## Награде
Одликован је Председничком медаљом, што је највеће признање у Израелу.

## Трофеји

### Хапоел Тел Авив
- Куп Израела (1) : 2006/07.

### Рубин Казањ
- Куп Русије (1) : 2011/12.
- Суперкуп Русије (1) : 2012.

### ЦСКА Москва
- Првенство Русије (1) : 2015/16.